# البعينة
البعينة - نجيدات قرية فلسطينية تقع في منطقة الجليل الأسفل الشرقي. تقع على سفح جبل طرعان الشمالي الذي يبلغ ارتفاعه 548م اما القرية فترتفع 300م عن سطح البحر. وتقع إداريًا في المنطقة الشمالية شمال دولة فلسطين المحتلة. بلغ عدد سكانها اليوم 10180 نسمة.

## سبب التسمية
تعود كلمة البعينة هو تصغير لكلمة بعنا وهي كلمة ارامية تعني بيت الضان.

## المساحة الجغرافية
بلغت مساحة الاراضي تحت ملكية سكان البعينة نجيدات 9214 الاف دونم حتى عام 1948 ، معظمها اراضي زراعية استصلحت لزراعة الحبوب في سهل البطوف. واما باقي الاراضي فهي أراضي جبلية زُرِعت بالبساتين وخصوصا كروم الزيتون.

## التعداد السكاني
بلغ عدد سكان بعينة النجيدات في أول تعداد سكاني عام 1922 بلغ عدد السكان 212 نسمة. أمّا في عام 1931 بلغ تعداد السكان 359 نسمة. ليرتفع في عام 1948 عدد السكان 693 نسمة.

## الادارة المحلية
اقيم مجلس محلي البعينة نجيدات عام 1987. بعد أن كانتا قرتين منفصلتين هما: البعينة والنجيدات، ومنذ ذلك الحين اصبح اسم القريتين البعينة نجيدات.
انتخب اول رئيس للمجلس المحلي صالح سليمان ، وبقي برئاسة المجلس المحلي حتى عام 1998 ، عندها انتخب منير حمودة بالتناوب مع عبد الرحيم فقرا لرئاسة المجلس المحلي حتى عام 2003، إذ شهدت اعادة انتخاب رئيس المجلس المحلي صالح سليمان ليتواصل انتخابه رئيسًا للمجلس المحلي حتى الانتخابات الاخيرة عام 2013.

## أماكن اثرية
- مغارة البلد : تقع في الطرف الغربي للقرية
- مغارة الحارة : وهي مغارة كبيرة جدا تمتد تحت بيوت القرية القديمة وتحت بناء المسجد وهي عبارة عن انفاق حفرها الرومان كممرات للهروب.
- القلعة الرومانية : تقع في الجهة الغربية من القرية، لا تزال انقاض جدران القلعة ظاهرة حتى اليوم.

## تاريخ
يعود تاريخ انشائها إلى 3000 سنة قبل الميلاد، ويذكر دليل إسرائيل السياحي (بالعبرية: מדריך ישראל‏) ان منطقة البطوف كانت مقطونة بالسكان منذ الفترة البرونزية الوسطى، وهناك بعض الأقوال ان القرية تقوم على انقاض مدينة رومانية قديمة تعرف باسم مدينة النحاس. رسم نابليون بونابرت خريطة لمنطقة الجليل أثناء مهاجمته للبلاد سنة 1799 ووضحت بعض القرى والمدن في المنطقة وكانت البعينة - نجيدات واحدة منها.

## مدارس ومؤسسات تعليمية
ويوجد بها 6 مدارس، وهي مدرسة النجاح ومدرسه الرازي ومدرسة الزيتون والمدرسة الإعدادية الغربية البعينة نجيدات والمدرسة الإعدادية الشرقيه البعينة نجيدات والمدرسة الثانوية البعينة نجيدات. مع العلم بان عدد سكان قريه البعينه -نجيدات لا يتعدى العشرة الاف نسمه (حتى سنه 2014 -1435م).

## دور العبادة
غالبيّة سكان قرية البعينة نجيدات مسلمون. وفيها مسجدين مسجد البعينة ، ومسجد بلال بن رباح في النجيدات.